# Faux bone
Faux bone est le nom de marque d'une matière plastique de la famille de PVC.
Cette matière, utilisée à l'origine pour des emballages de produits corrosifs, est très stable et résistante. Elle a été introduite dans le milieu artistique par l'artiste Robert Dancik après avoir fait des nombreux travaux de recherche avec des fabricants pour obtenir une formulation qui puisse être viable du point de vue artistique, sans risque de manipulation particulier par les artistes. Le Faux Bone, principalement de couleur blanche, se travaille avec des outils simples. Il peut être découpé avec une scie, percé, poncé, riveté, etc. Très résistante, cette matière peut-être également mise en forme par thermoformage. C'est une matière dite "à mémoire", c'est-à-dire qu'elle reprend sa forme initiale si exposée à une source de chaleur d'environ 110 °C. Le Faux Bone(tm) peut être teinté en surface pour prendre l'aspect de l'os, d'où son nom, mais aussi travaillé pour avoir l'aspect d'autres matières naturelles, de la porcelaine, etc.
Le premier article complet sur le sujet est une interview de Robert Dancik par Terri Haag, parue dans la revue Américaine Jewelry Artist Magazine de mois d'Octobre 2007, volume 61 numéro 7, contenant des exemples de travail artistique d'avant-garde utilisant le Faux Bone par les artistes confirmés Robert Dancik, Angela Baduel-Crispin et Richard Salley.